# 金門日報
《金門日報》是中華民國福建省金門縣发行的一份报纸，为金門縣政府所拥有。

## 簡介
歷史可以追溯到民國37年（1948年）初由國民革命軍第十八軍在遂平县發行的無邪報，為軍隊報紙。後又遷徐陽發行，同年底停刊。民國38年（1949年）5月1日，胡璉在江西南城县將無邪報更名為正氣中華報，同年報紙先來金門，又遷臺北市，同年11月25日報社又在金門復刊，隸屬於陸軍金門防衛指揮部，報道內容從軍中事務擴大為國內外新聞。1958年改隸金門戰地政務委員會。 
民國54年（1965年）10月31日，金門日報創刊，兩報並行。正氣中華報恢復原先的軍報功能。民國81年（1992年）11月7日戰地政務終止，金門日報社改隸金門縣政府，正氣中華報回歸陸軍金門防衛指揮部並以週刊形式繼續對軍中發行。民國90年（2001年）金門日報社架設的網站上線。民國105年（2016年）5月4日，金門日報社開辦電子報紙。  